# Martins Dukurs
Martins Dukurs (n. 31 martie 1984, Riga, Republica Sovietică Socialistă Letonă, URSS) este un sportiv ce a reprezentat Letonia, medaliat olimpic. A participat la 4 ediții ale Jocurilor Olimpice (2006, 2010, 2014, 2018) în care a câștigat două medalii de argint.